# The Warning (hudební skupina)
The Warning je mexická rocková skupina z Monterrey, kterou v roce 2013 založily tři sestry, Daniela, Paulina a Alejandra Villarrealovy. The Warning vydaly čtyři studiová alba, dvě EP a patnáct hudebních videí. Jejich nejnovější album Keep Me Fed vyšlo v 28. června 2024.

## Historie

### 2013–2014: Začátky
Sestry Villarrealovy vyrůstaly v mexickém městě Monterrey. Již v raném věku se jim všem dostalo hudební výchovy ve hře na různé hudební nástroje. Daniela a Paulina si již jako děti v určitém okamžiku vybraly za svůj hlavní hudební nástroj kytaru (Daniela), resp. bicí (Paulina). Když si i nejmladší ze sester, Alejandra, zhruba ve věku sedmi let vybrala za svůj nástroj baskytaru, rozhodly se sestry, že založí rockovou kapelu, tzv. "power trio". Naučily se hrát rockové skladby, často za pomoci videohry zvané Rock Band, a videa svých domácích vystoupení vystavovaly na kanálu YouTube.
V roce 2014 se dvanáctiletá Paulina objevila v publikaci věnované ženským hráčkám na bicí, v magazínu Tom Tom Magazine. První všeobecné pozornosti se těmto sestrám dostalo později v roce 2014, když ve věku 9 až 14 let zveřejnily na YouTube video se zpracováním skladby „Enter Sandman“ od Metallicy. Toto video se stalo mezi fanoušky rockové hudby virálním, když nakonec získalo více než 20 miliónů zhlédnutí. Dostalo se mu pozornosti i od samotné Metallicy, když ho její kytarista Kirk Hammett okomentoval slovy: „The drummer kicks maximum ass!“ (Ta holka za bicími tomu dává co proto!).

### 2015–2020: Etapa nezávislých umělců
Z důvodu pozornosti, které se jim dostalo díky jejich videu s coververzí skladby „Enter Sandman“ a z důvodu povzbuzování ze strany Alejandřina učitele hry na baskytaru (Pabla Gonzáleze Sarreho, baskytarysty ze skupiny Los Claxons), se The Warning rozhodly, že budou tvořit vlastní skladby a usilovat o smlouvu s některou z nahrávacích společností. Prostřednictvím úspěšné výzvy na platformě GoFundMe k získání finančních prostředků na nahrání svého prvního EP o šesti skladbách, Escape the Mind, které vyšlo v roce 2015, se jim poradřilo vybrat požadovanou sumu. V průběhu produkování tohoto EP se setkaly s producentem Jakem Carmonou, který se podílel nejen na tomto EP, ale následně i na jejich dalších dvou albech.
V dubnu 2015 se skupina objevila v televizním pořadu The Ellen DeGeneres Show. V tomto období sestry sháněly finanční prostředky, aby se mohly zúčastnit pětitýdenního výukového programu na slavné hudební škole Berklee College of Music v USA, a k tomu jim pomohl i dar ve výši 10 000 USD získaný v pořadu paní DeGeneres, stejně jako další dar od společnosti Target Corporation.
V letech 2016 a 2017 skupina představila také dvě prezentace na konferenci TEDx na University of Nevada. Ve svých začátcích byla kapela známá tím, že zkoušela s pomocí videohry Rock Band. Vývojáři této hry jim tuto jejich přízeň oplatili tím, že do vydání hry Rock Band 4 vložili i několik skladeb od The Warning.
První plnohodnotné album The Warning, XXI Century Blood, vyšlo v roce 2017. Hudební video k titulní písni obdrželo několik ocenění na filmových festivalech. V tomto období obdržela skupina pozvánku na vystoupení na festivalu Mother of All Rock v mexickém Monterrey a také vystoupila jako předkapela skupině The Killers při jejich show v tomto městě.
Jejich druhé album, Queen of the Murder Scene, vyšlo v listopadu 2018. V roce 2019 vystoupily The Warning na festivalu Rock al Parque, což je největší rockový festival v Latinské Americe. Na konec roku 2019 oznámily velké nadcházející turné po celé Severní Americe, to však muselo být z důvodu pandemie covidu-19 zrušeno.

### 2020–současnost: Smlouva se společností Lava/Republic

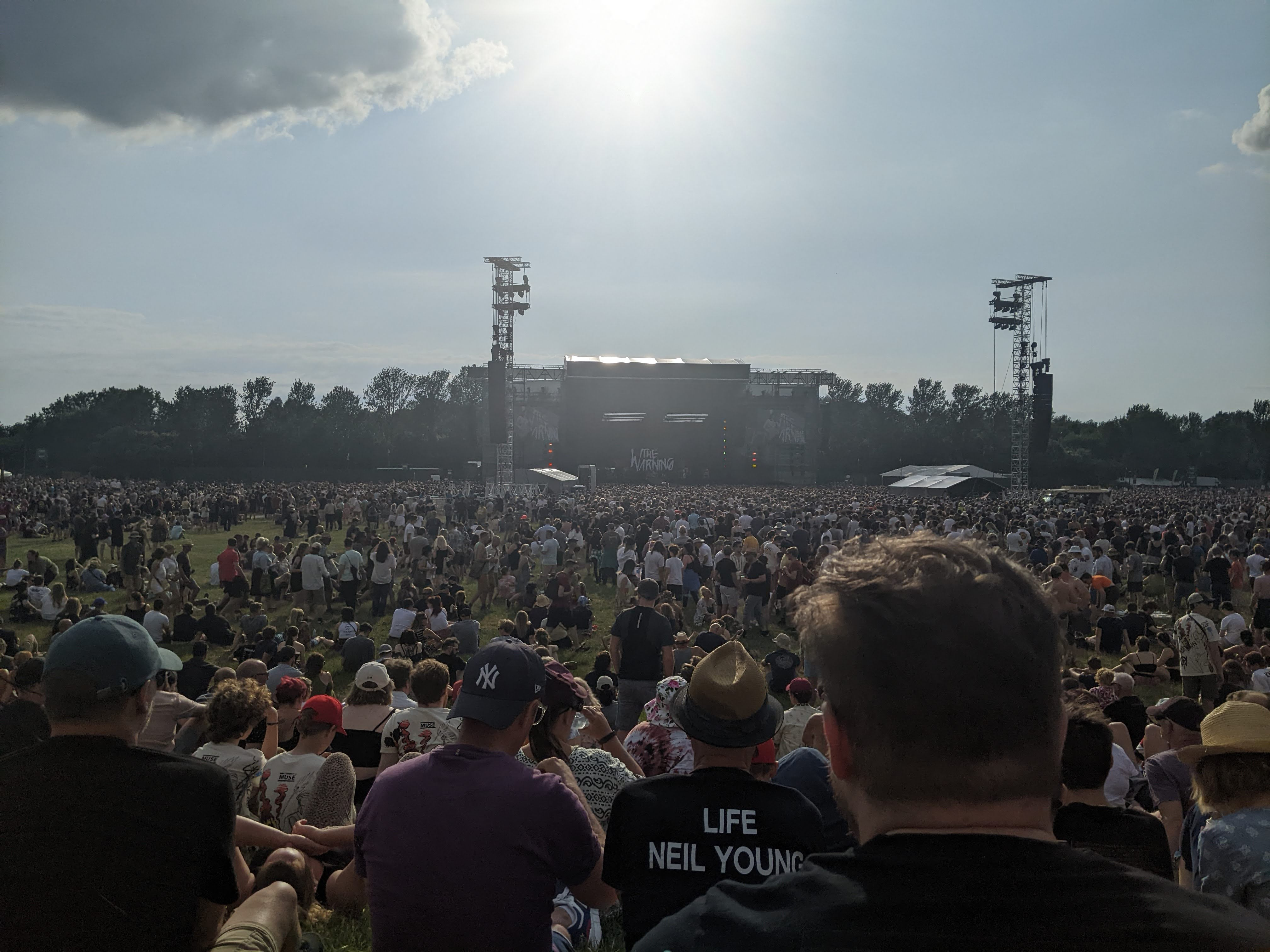
The Warning jako předkapela britských Muse v roce 2023, což bylo první vystoupení na festivalu Milton Keynes Bowl ve Velké Británii od roku 2016.

V srpnu 2020 podepsaly The Warning smlouvu na pět alb s nahrávací společností Lava Records a započaly práci na novém albu s producentem Davidem Bendethem. V květnu 2021 vyšla jejich skladba „Choke“. Později téhož roku se The Warning objevily na albu Metallicy nazvaném „The Metallica Blacklist“ vydaném na počest jejich dřívějšího černého alba, kde zpracovaly další coververzi skladby „Enter Sandman“, tentokrát společně se zpěvačkou Alessií Carou. Tato verze skladby byla použita jako podklad pro videohru Marvel's Midnight Suns a seriál na platformě Netflix s názvem The Imperfects.
V říjnu 2021 vyšlo EP Mayday o šesti skladbách a začátkem roku 2022 se The Warning vydaly na turné po Severní Americe, během něhož odehrály více než 30 koncertů jako hlavní účinkující. Mimo to dělaly ještě předkapelu skupinám Foo Fighters, Sammy Hagar and the Circle a Stone Temple Pilots.
V březnu 2022 dále vydaly single „Money“ a tato skladba se v žebříčku Mainstream Rock Airplay magazínu Billboard umístila na 31. místě.
Error
V červnu 2022 vydala kapela The Warning své třetí studiové album Error, obsahující šest skladeb z EP Mayday plus skladbu „Money“ a sedm nových písní. V červenci se vydaly na turné po USA, na kterém dělaly předkapelu kapelám Halestorm a The Pretty Reckless a objevily se na festivalech jako Burlington's Sound of Music Festival, Iceberg Alley, Summerfest nebo Upheaval a poté v srpnu pokračovaly vlastním turné. Později téhož roku podnikly turné po Kanadě, na kterém dělaly předkapelu kapele Three Days Grace a ve svém domovském městě Monterrey v Mexiku uvedly show Guns N‘ Roses.
V první polovině roku 2023 doprovázely The Warning na několika vystoupeních v Mexiku i v Evropě kapelu Muse na jejich turné Will of the People World Tour. Byla to jejich první návštěva Evropy. V září 2023 vystoupily na akci MTV Video Music Awards a ve stejném měsíci opět zahajovaly show Guns N‘ Roses na jejich turné We’re F’N‘ Back!. Bylo v plánu, že zahájí dvě vystoupení, ale jedno musely z důvodu účasti na akci VMA stanice MTV zrušit. V říjnu kapela oslavila své 10. výročí koncertem v hale Pepsi Center v Mexico City.
V květnu 2023 vydaly The Warning svůj první nový singl „More“ ze svého nadcházejícího alba. Na jaře roku 2024 vydaly dalších pět nových singlů z tohoto alba, a to: „S!CK“, „Hell You Call A Dream“, Qué Más Quieres“, „Automatic Sun“ a „Burnout“. Oficiální hudební videoklip ke skladbě „Qué Más Quieres“ debutoval na televizním kanálu MTV LIve. Vydání singlu „Automatic Sun“ bylo načasováno tak, aby se krylo s probíhajícím zatměním Slunce v roce 2024. V dubnu 2024 podnikly The Warning své druhé koncertní turné po Evropě, tentokrát jako hlavní účinkující. Všech 19 koncertů tohoto turné bylo vyprodáno. V červnu 2024 absolvovaly The Warning turné po Japonsku na pozvání japonské kapely Band-Maid.
Keep Me Fed
28. června 2024 vyšlo čtvrté studiové album The Warning, Keep Me Fed, včetně šesti singlů a šesti nových skladeb. Během propagace nového alba se The Warning objevily v americké televizní show Jimmy Kimmel Live!. Většinu propagace tohoto čtvrtého alba převzala jejich mateřská nahrávací společnost Lava, Republic, která album i propagační zboží nabízí na svých webových stránkách. V červenci vystoupila kapela The Warning coby umělci měsíce v pořadu MTV Push, což je propagační akce, která prezentuje exkluzivní hudební videa v podání jejich interpretů plus rozhovory s nimi.
V průběhu léta podnikla kapela se svým novým albem turné po Evropě, které zahrnovalo 19 zastávek, včetně hudebních festivalů Wacken Open Air a Pol’and’Rock. V srpnu 2024 vyšla skladba „Show Them“, jako společný singl nahraný během japonského turné The Warning ve spolupráci s tamní kapelou Band-Maid, který je obsažený i na albu této kapely, Epic Narratives, vydaném v následujícím měsíci. V září a říjnu podnikly The Warning rozsáhlé turné po Severní Americe na podporu svého alba Keep Me Fed. V listopadu 2024 vystoupily v televizní anketě MTV Europe Music Awards a o pár dnů později také v udělování cen 25th Annual Latin Grammy Awards.
12.prosince 2024 vydaly The Warning ve spolupráci s kapelou Dead Poet Society singl „Hurt“. Singl vyšel poté, co Paulina doprovodila na pódiu tuto massachusettskou kapelu při vystoupení s touto písní na hudebním festivalu Aftershock Festival v Kalifornii. Na konci roku se The Warning objevily ve francouzské televizní show Taratata.
Od jara 2025 zahájila kapela novou etapu svého turné s albem „Keep Me Fed“: začaly v Mexiku (včetně tří vyprodaných večerů v hale Auditorio Nacional), pokračovaly Jižní Amerikou a poté Evropou (v Londýně se svým největším vystoupením mimo Mexiko). Později se jako předkapela připojily ke zpěvačce Halsey na jejím turné For My Last Trick po Severní Americe. V průběhu léta vystoupily na velkých evropských rockových festivalech jako Sweden Rock, Rock im Park a Rock am Ring (kde se opět přidaly k Dead Poet Society), Nova Rock nebo Rock for People.

## Vlivy a hudební styl
The Warning říkají, že v minulosti poslouchaly „všechny druhy hudby, od klasické až po popovou“. Jako své hudební vlivy jmenovaly interprety jako Metallica, Muse, My Chemical Romance, Pink Floyd, Queen, Paul McCartney, Neil Peart, David Gilmour, Placebo, Badflower, Paramore, K-Pop nebo J-rock. Mezi ženskými umělkyněmi, které je inspirovaly, uvedly např. Hayley Williams, Esperanzu Spalding, Sheilu E. nebo Lzzy Hale.
Jako svůj největší hudební vliv všechny tři sestry shodně uvedly zejména kapelu Muse. Zmínily, že jejich rodiče pořádali večerní rodinné party, na kterých sledovali videa z koncertů kapely Muse. Danielu (Dany) silně inspiroval konkrétně Matt Bellamy, nejen pro svůj kytarový styl, ale také pro svou energickou prezenci na pódiu. Zmínila jeden kytarový riff z jednoho videa na YouTube se skladbou Supermassive Black Hole od této kapely, který na ni měl zásadní vliv. Dany dokonce povzbuzuje začínající kytaristy, aby se tento riff naučili.
The Warning jsou označovány jako rocková a hardrocková kapela.

## Členové skupiny

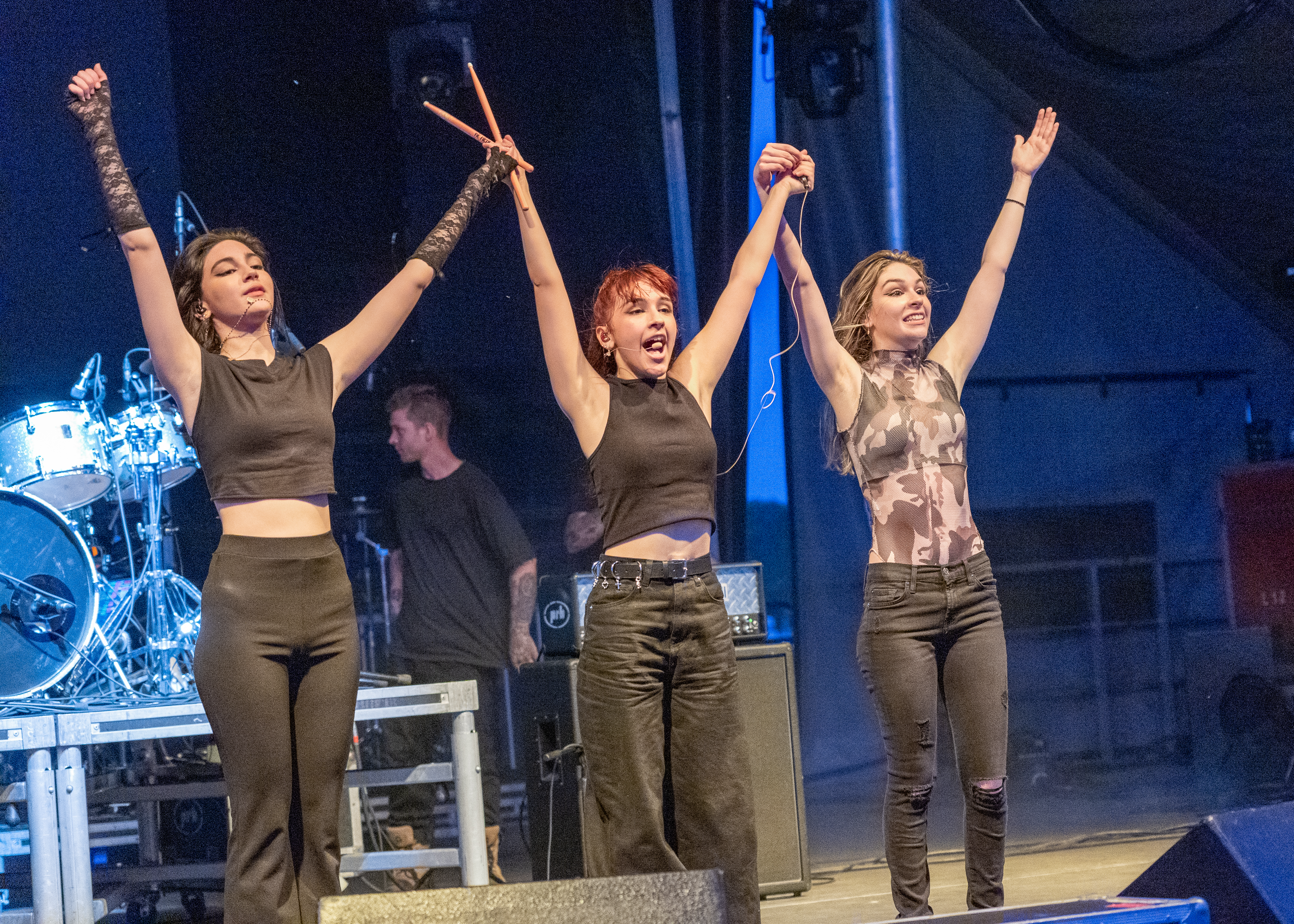
The Warning při vystoupení v Burlingtonu v Ontariu v roce 2022 (L–P: Alejandra, Paulina a Daniela Villarreal Vélezovy)

- Daniela „Dany“ Villarreal (* 30. 1. 2000) – kytary, zpěv, doprovodné vokály, piano (2013–současnost)
- Paulina „Pau“ Villarreal (* 5. 2. 2002) – bicí, doprovodné vokály a zpěv, piano (2013–současnost)
- Alejandra „Ale“ Villarreal (* 13. 12. 2004) – baskytara, piano, doprovodné vokály a příležitostný zpěv (2013–současnost)

## Diskografie
| Studiová alba | 4  |
| EP            | 2  |
| Singly        | 15 |
| Hudební videa | 16 |

Studiová alba
| Název                     | Podrobnosti                                                             | Nejvyšší umístění v žebříčcích | Nejvyšší umístění v žebříčcích | Nejvyšší umístění v žebříčcích | Nejvyšší umístění v žebříčcích | Nejvyšší umístění v žebříčcích | Nejvyšší umístění v žebříčcích | Nejvyšší umístění v žebříčcích | Nejvyšší umístění v žebříčcích |
| Název                     | Podrobnosti                                                             | AUT                            | BEL FLA                        | BEL WAL                        | GER                            | SPA                            | SWI                            | UK Rock                        | US                             |
| ------------------------- | ----------------------------------------------------------------------- | ------------------------------ | ------------------------------ | ------------------------------ | ------------------------------ | ------------------------------ | ------------------------------ | ------------------------------ | ------------------------------ |
| XXI Century Blood         | - Vydáno: - 27. března 2017 - Formáty: CD, vinyl, digitální download    | —                              | —                              | —                              | —                              | —                              | —                              | —                              | —                              |
| Queen of the Murder Scene | - Vydáno: - 25. listopadu 2018 - Formáty: CD, vinyl, digitální download | —                              | —                              | —                              | —                              | —                              | —                              | —                              | —                              |
| Error                     | - Vydáno: - 24. června 2022 - Formáty: CD, vinyl, digitální download    | —                              | —                              | —                              | —                              | —                              | —                              | —                              | —                              |
| Keep Me Fed               | - Vydáno: - 28. června 2024 - Formáty: CD, vinyl, digitální download    | 39                             | 122                            | 192                            | 19                             | 79                             | 14                             | 1                              | 59                             |
|                           |                                                                         |                                |                                |                                |                                |                                |                                |                                |                                |

EP
- Escape the Mind (2015)[87]
- Mayday (2021)[88]

Singly
| Název                                                                                            | Rok  | Nejvyšší umístění | Nejvyšší umístění | Nejvyšší umístění | Nejvyšší umístění | Album                     |
| Název                                                                                            | Rok  | CAN Rock          | US Hard Rock      | US Hard Rock Dig. | USMain. Rock      | Album                     |
| ------------------------------------------------------------------------------------------------ | ---- | ----------------- | ----------------- | ----------------- | ----------------- | ------------------------- |
| Free Falling                                                                                     | 2015 | —                 | —                 | —                 | —                 | Escape the Mind           |
| Narcisista                                                                                       | 2019 | —                 | —                 | —                 | —                 | Singl, který není na albu |
| Choke                                                                                            | 2021 | —                 | —                 | —                 | —                 | Error                     |
| Evolve                                                                                           | 2021 | —                 | —                 | —                 | —                 | Error                     |
| Enter Sandman (se zpěvačkou Alessia Cara)                                                        | 2021 | —                 | 13                | 11                | —                 | The Metallica Blacklist   |
| Martirio                                                                                         | 2021 | —                 | —                 | —                 | —                 | Error                     |
| Disciple                                                                                         | 2021 | —                 | —                 | —                 | —                 | Error                     |
| Money                                                                                            | 2022 | 23                | —                 | —                 | 31                | Error                     |
| Choke (účast: Grandson a Zero 9:36)                                                              | 2022 | —                 | —                 | —                 | —                 | Singl, který není na albu |
| More                                                                                             | 2023 | 25                | —                 | 8                 | 36                | Keep Me Fed               |
| S!CK                                                                                             | 2024 | —                 | —                 | 5                 | 25                | Keep Me Fed               |
| Hell You Call a Dream / Qué Más Quieres                                                          | 2024 | —                 | —                 | —                 | —                 | Keep Me Fed               |
| Automatic Sun                                                                                    | 2024 | —                 | —                 | —                 | —                 | Keep Me Fed               |
| Burnout                                                                                          | 2024 | —                 | —                 | —                 | —                 | Keep Me Fed               |
| Six Feet Deep                                                                                    | 2024 | —                 | —                 | —                 | —                 | Keep Me Fed               |
| Show Them (s Band-Maid)                                                                          | 2024 | —                 | —                 | —                 | —                 | Epic Narratives           |
| Hurt (s Dead Poet Society)                                                                       | 2024 | —                 | 15                | —                 | 8                 | Fission                   |
| „—“ znamená nahrávku bez umístění v žebříčku nebo nahrávku, která nebyla vydána ve vaší oblasti. |      |                   |                   |                   |                   |                           |

## Hudební videa
| Skladba                             | Rok  | Režie                                | Odkaz   |
| ----------------------------------- | ---- | ------------------------------------ | ------- |
| XXI Century Blood                   | 2017 | Abraham Marcos                       | [ 96 ]  |
| Choke                               | 2021 | Gabo Ramos                           | [ 97 ]  |
| Evolve                              | 2021 | Rudy Joffrey                         | [ 98 ]  |
| Martirio                            | 2021 | Oliver Castro                        | [ 99 ]  |
| Disciple                            | 2021 | Gabo Ramos                           | [ 100 ] |
| Animosity                           | 2021 | Maurice Vargas                       | [ 101 ] |
| Money                               | 2022 | Ivan Chavez, Rudy Joffroy            | [ 102 ] |
| Error                               | 2022 | Alexa Cha, CJ Nicadao                | [ 103 ] |
| Choke (účast: Grandson a Zero 9:36) | 2022 | Ivan Chávez                          | [ 104 ] |
| More                                | 2023 | Ivan Chávez                          | [ 105 ] |
| S!CK                                | 2024 | Ivan Chávez                          | [ 106 ] |
| Hell You Call A Dream (živé video)  | 2024 | Ivan Chávez                          | [ 107 ] |
| Automatic Sun                       | 2024 | AJ Gómez (Groovy Chaos), Iván Chávez | [ 108 ] |
| ¿Qué Mas Quieres?                   | 2024 | Paulina Villarreal, Iván Chávez      | [ 109 ] |
| Burnout                             | 2024 | Rudy Joffroy, Iván Chávez            | [ 110 ] |
| Six Feet Deep                       | 2024 | AJ Gómez (Groovy Chaos)              | [ 111 ] |
| Show Them (s Band-Maid)             | 2024 | Ryōji Aoki                           | [ 113 ] |
| Hurt (s Dead Poet Society)          | 2025 | Edward Curren                        |         |

## Ocenění
| Rok  | Ocenění                       | Kategorie                        | Jmenovaný titul             | Výsledek  | Ref.    |
| ---- | ----------------------------- | -------------------------------- | --------------------------- | --------- | ------- |
| 2019 | Independent Music Awards      | Rock / Hard Rock Album           | Queen of the Murder Scene   | nominace  | [ 114 ] |
| 2023 | Modern Drummer's Readers Poll | „Up and Coming“                  | Paulina Villareal           | vítězství | [ 115 ] |
| 2023 | Drumeo Awards                 | Rock Drummer of the Year         | Paulina Villareal           | vítězství | [ 116 ] |
| 2024 | MTV Video Music Awards        | Best push                        | The Warning                 | nominace  | [ 117 ] |
| 2024 | MTV Europe Music Awards       | MTV push performance of the year | The Warning - Automatic Sun | nominace  | [ 118 ] |
| 2024 | Latin GRAMMY Awards           | Best Rock Song                   | Qué Más Quieres             | nominace  | [ 119 ] |
| 2024 | The Folk N Rock Awards        | Best Rock Album of 2024          | Keep Me Fed                 | vítězství | [ 120 ] |
| 2025 | Filmový festival Tribeca      | Best Music Video                 | Qué Más Quieres             | nominace  | [ 121 ] |